# Попов, Василий Павлович (генерал-майор)
Василий Павлович Попов  (1833—1894) — генерал-майор из рода Поповых, таврический губернский предводитель дворянства. Известен главным образом как строитель замка Попова в Васильевке.

## Биография
Сын генерал-майора Павла Васильевича Попова и его жены Елены Александровны, урождённой княжны Эристави. Унаследовал от отца обширные владения в Таврической и Екатеринославской губерниях (90 тысяч 904 десятины). Владел тремя домами в Симферополе.
Воспитывался в Пажеском корпусе, откуда 7 августа 1851 года из камер-пажей произведен корнетом в Кавалергардский полк. В 1853 году произведён в поручики. 28 мая 1858 года уволен со службы по болезни в чине штабс-ротмистра. С сентября 1858 года по март 1859 года состоял кандидатом члена от Мелитопольского и Бердянского уездов Таврической губернии в дворянском комитете по устройству быта крестьян.
В 1860 году избран Мелитопольским уездным предводителем дворянства. 15 января 1861 года вновь поступил на службу в Кавалергардский полк поручиком. В марте того же года уволен в Таврическую губернию для принятия должности мирового посредника. 30 августа того же года произведён в штабс-ротмистры, а в 1862 году в ротмистры.
В октябре 1863 года прикомандирован к штабу Кавказской армии. 12 декабря 1864 года вернулся в полк. 17 августа 1865 года по болезни уволен от военной службы полковником. С 1869 по 1875 год состоял Симферопольским почётным мировым судьей. В 1878 году избран почётным блюстителем Таврического епархиального женского училища.

В 1880 году определён почётным членом Таврического губернского попечительства детских приютов. С 1880 по 1890 год состоял почётным попечителем Симферопольской гимназии. В 1881 году принят на службу в Ольвиопольский уланский полк подполковником и прикомандирован к штабу 7-го армейского корпуса. С 1882 по 1888 год состоял Таврическим губернским предводителем дворянства. В 1882 году произведён в полковники, с зачислением по армейской кавалерии. 7 декабря 1887 года уволен со службы в чине генерал-майора с мундиром. 

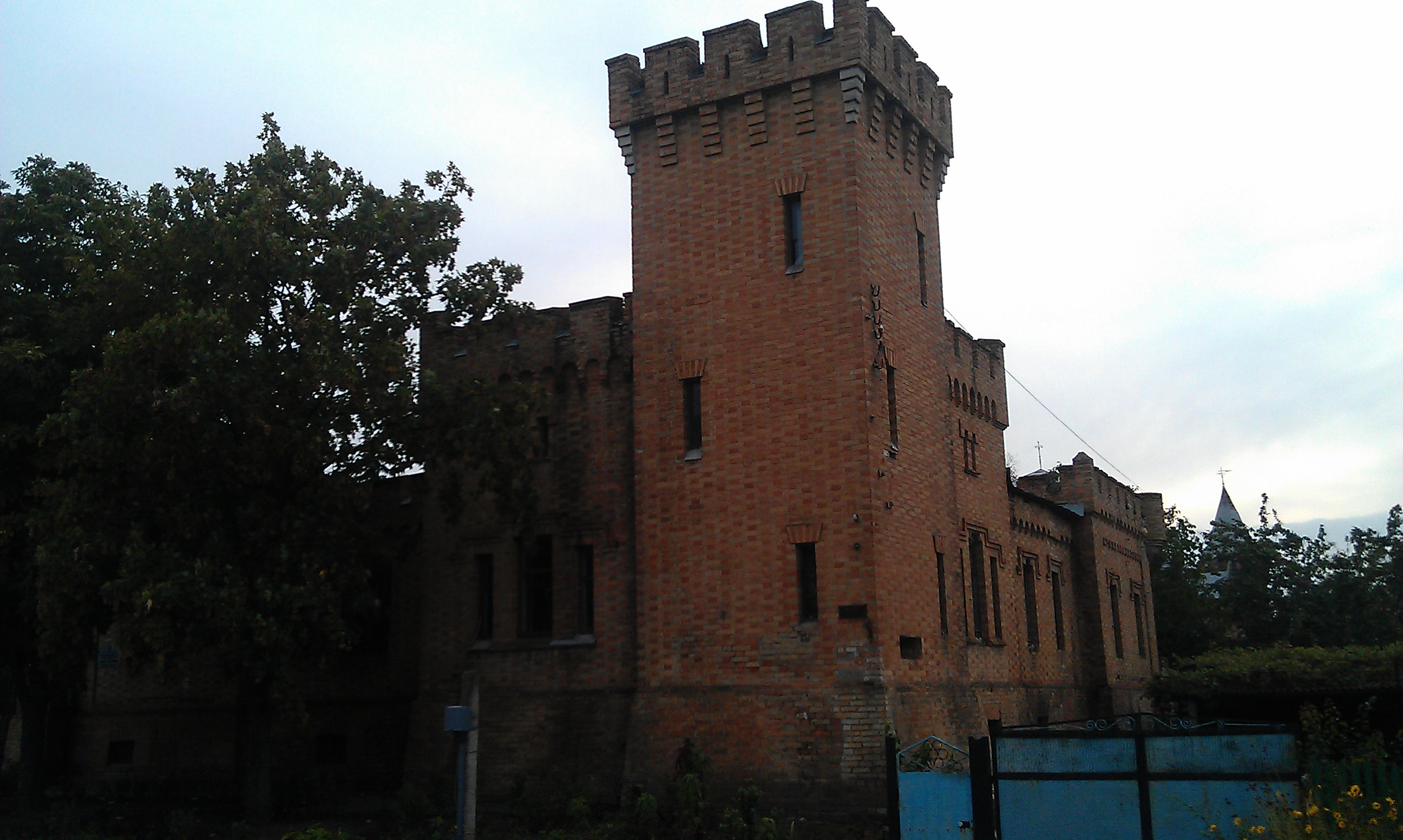
Руины усадьбы Попова

Скончался в 1894 году в своём родовом имении Васильевке Мелитопольского уезда от чахотки.

## Семья
Был женат на фрейлине Варваре Михайловне, дочери гофмейстера Михаила Николаевича Челищева. Их дети:
- Юрий (1868—1918), коллекционер, долгое время жил во Франции. Был женат трижды: Ольга Васильевна Скалон — дочь Ольга; Татьяна Попова — дочь Татьяна, сын Илья; Зинаида Шейникова — сын Юрий.
- Павел (1869—1943), ялтинский уездный предводитель дворянства, камергер, женился на Паулине Моржицкой без благословения отца за что был лишен наследства.